# Квинт Лициний Модестин Секст Атий Лабеон
Квинт Лициний Модестин Секст Атий Лабеон (на латински: Quintus Licinius Modestinus Sextus Attius Labeo) е политик и сенатор на Римската империя през 2 век.
През 146 г. той е суфектконсул заедно с Гней Клавдий Север Арабиан на мястото на умрелия през февруари/март консул Секст Еруций Клар.